# Anostomoides passionis
Anostomoides passionis is een straalvinnige vissensoort uit de familie van de kopstaanders (Anostomidae). De wetenschappelijke naam van de soort is voor het eerst geldig gepubliceerd in 2006 door Santos & Zuanon.